# Korea Północna na Zimowych Igrzyskach Olimpijskich 1988
Koreę Północną na Zimowych Igrzyskach Olimpijskich 1988 reprezentowało 6 zawodników: trzech mężczyzn i trzy kobiety. Był to czwarty start reprezentacji Korei Północnej na zimowych igrzyskach olimpijskich.

## Skład reprezentacji

### Łyżwiarstwo figurowe
Mężczyźni
| Zawodnik | Konkurencja | CF | SP | FS  | TFP | Miejsce |
| -------- | ----------- | -- | -- | --- | --- | ------- |
| Ho Gang  | Soliści     | 27 | 28 | DNQ | DNF | –       |

Kobiety
| Zawodniczka  | Konkurencja | CF | SP | FS                      | TFP           | Miejsce |
| ------------ | ----------- | -- | -- | ----------------------- | ------------- | ------- |
| Kim Song-suk | Solistki    | 31 | 27 | Nie zakwalifikowała się | Nie ukończyła | –       |

### Łyżwiarstwo szybkie
Mężczyźni
| Konkurencja     | Zawodnik      | Wyścig            | Wyścig  |
| Konkurencja     | Zawodnik      | Czas              | Miejsce |
| --------------- | ------------- | ----------------- | ------- |
| Bieg na 1500 m  | Im Ri-bin     | 1:55,55           | 17      |
| Bieg na 5000 m  | Im Ri-bin     | 7:10,13           | 35      |
| Bieg na 5000 m  | Song Yong-hun | 7:01,56           | 28      |
| Bieg na 10000 m | Song Yong-hun | Zdyskwalifikowany | –       |

Kobiety
| Konkurencja    | Zawodniczka  | Wyścig  | Wyścig  |
| Konkurencja    | Zawodniczka  | Czas    | Miejsce |
| -------------- | ------------ | ------- | ------- |
| Bieg na 500 m  | Han Chun-ok  | 42,25   | 26      |
| Bieg na 500 m  | Song Hwa-son | 41,46   | 22      |
| Bieg na 1000 m | Song Hwa-son | DSQ     | –       |
| Bieg na 1000 m | Han Chun-ok  | 1:24,26 | 23      |
| Bieg na 1500 m | Han Chun-ok  | 2:09,66 | 22      |
| Bieg na 1500 m | Song Hwa-son | 2:05,25 | 9       |
| Bieg na 3000 m | Song Hwa-son | 4:31,05 | 23      |
| Bieg na 3000 m | Han Chun-ok  | 4:29,16 | 17      |
| Bieg na 5000 m | Han Chun-ok  | 7:36,81 | 9       |